# Meet The Supremes
| Оценки критиков | Оценки критиков |
| Источник        | Оценка          |
| --------------- | --------------- |
| AllMusic        | [ 1 ]           |

Meet The Supremes (с англ. — «Знакомьтесь, The Supremes») — дебютный студийный альбом американской девичьей группы The Supremes, релиз которого состоялся 9 декабря 1962 года на лейбле Motown Records.
В альбом вошли ранее уже выпущенные синглы группы: «I Want a Guy», «Buttered Popcorn», «Your Heart Belongs to Me» и «Let Me Go The Right Way». Самые ранние записи на этом альбоме, сделанные в период между осенью 1960 и осенью 1961 годов, записаны ещё когда гёрлз-бэнд был квартетом, состоящим из молодых девушек Дайаны Росс, Мэри Уилсон, Флоренс Баллард и Барбары Мартин. Мартин покинула группу в начале 1962 года, чтобы создать семью, соответственно коллектив стал трио. Мартин не изображена на обложке, хотя её вокал присутствует на большинстве треков на альбоме (а также на других записях, сделанных в этот период).
Пластинка не попала в чарты, а также не один сингл с неё не попал в топ-40 чарта Billboard.

## Список композиций
Первая сторона
1. «Your Heart Belongs to Me» — 2:39
2. «Who’s Lovin’ You» — 2:49
3. «Baby Don’t Go» — 2:13
4. «Buttered Popcorn» — 2:35
5. «I Want a Guy» — 2:53

Вторая сторона
1. «Let Me Go the Right Way» — 2:32
2. «You Bring Back Memories» — 2:39
3. «Time Changes Things» — 2:33
4. «Play a Sad Song» — 2:57
5. «Never Again» — 3:01
6. «(He’s) Seventeen» — 2:47

Бонус-треки переиздания (2010)
1. «Your Heart Belongs To Me» (Live 1962)
2. «I Want A Guy» (Live 1962)
3. «Time Changes Things» (Live 1962)
4. «Let Me Go The Right Way» (Live 1962)
5. «After All» (Stereo Mix)
6. «(You Can) Depend On Me» (Version 2)
7. «The Boy That Got Away» (Alternate Mix)
8. «Hey Baby» (Version 2)
9. «Too Hot» (Version 1)
10. «Buttered Popcorn» (Version 3)
11. «Buttered Popcorn» (Version 4)
12. «I Want A Guy» (Version 1)
13. «Who’s Lovin’ You» (Stereo Mix w/Mono Vocal)
14. «Because I Love Him» (Version 2)
15. «Save Me A Star» (Stereo Mix)
16. «Heavenly Father» (Stereo Mix)
17. «Those DJ Shows» (Stereo Mix)
18. «The Tears» (Stereo Mix)
19. «Your Heart Belongs To Me» (Version 1)
20. «I’m Giving You Your Freedom» (Alternate Mix)
21. «Run, Run, Run» (Live 1964)
22. «Standing At The Crossroads Of Love» (Live 1964)
23. «Anyone Who Had A Heart» (Live 1964)
24. «Time Changes Things» (Live 1964)
25. «Make Someone Happy» (Live 1964)
26. «Let Me Go The Right Way» (Live 1964)
27. «When The Lovelight Starts Shining Through His Eyes» (Live 1964)